# The Living Theatre

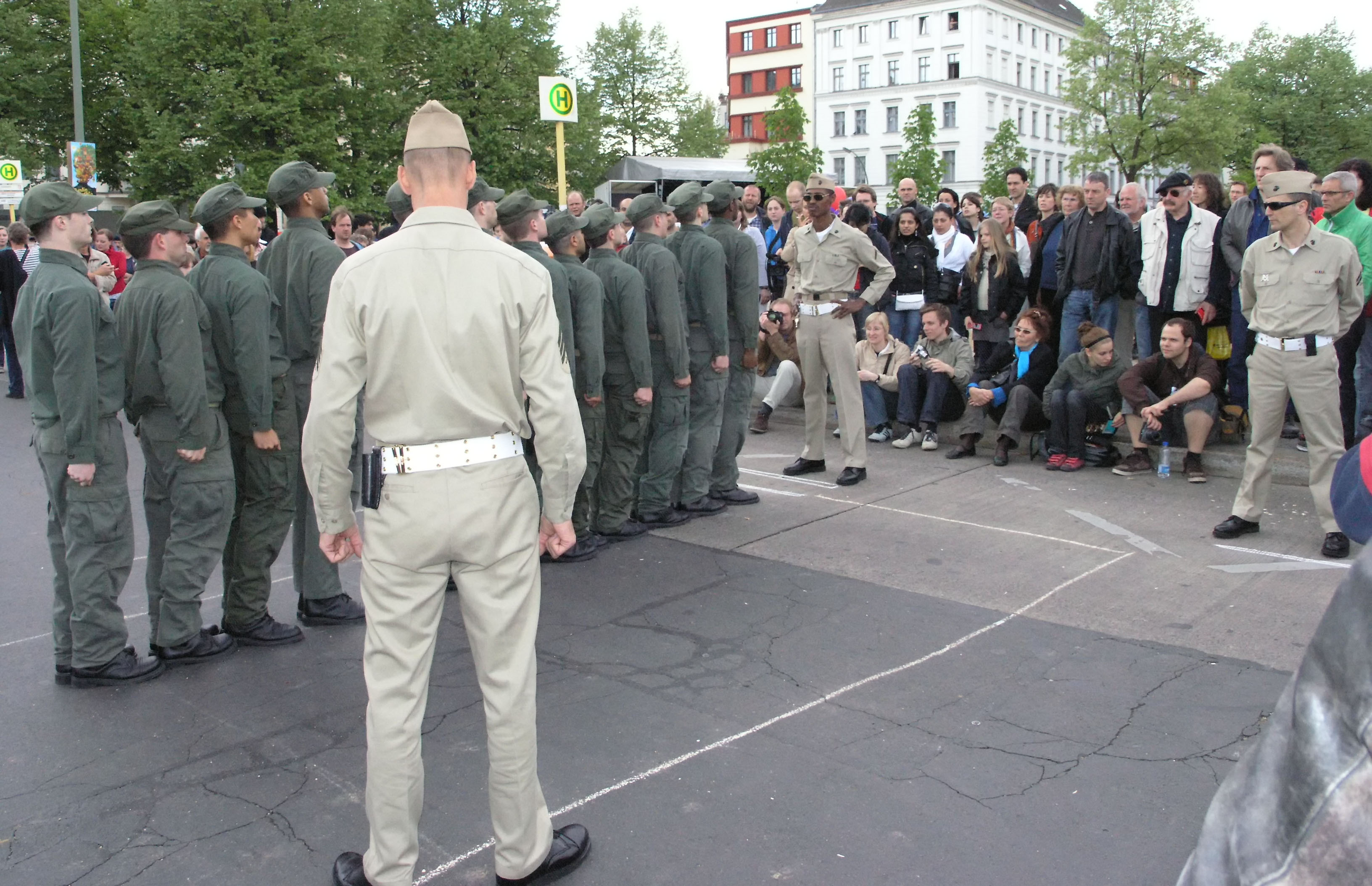
The Living Theatre präsentiert ihr Anti-Kriegs-Stück The Brig im Rahmen des Myfest 2008 auf dem Oranienplatz in Berlin-Kreuzberg.

Das Living Theatre ist eine anarcho-pazifistische, postdramatische Theatergruppe, die 1947 in New York gegründet wurde und bis heute mit einer Gruppe in den Vereinigten Staaten und einer weiteren in Italien vertreten ist. Vor allem durch die Kinodokumentation Resist – Ein Traum vom Leben (Original: Resist! To Be with the Living, 2004) von Dirk Szuszies, einem früheren Mitglied, und Karin Kaper ist das Living Theatre auch in der deutschsprachigen Theaterszene bekannt. The Living Theatre darf nicht verwechselt werden mit dem Theatre for Living, einer Kompanie aus Vancouver, die u. a. von David Diamond gegründet wurde.

## Geschichte

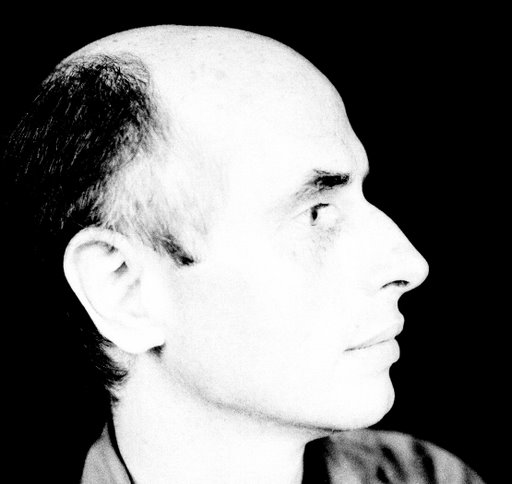
Julian Beck

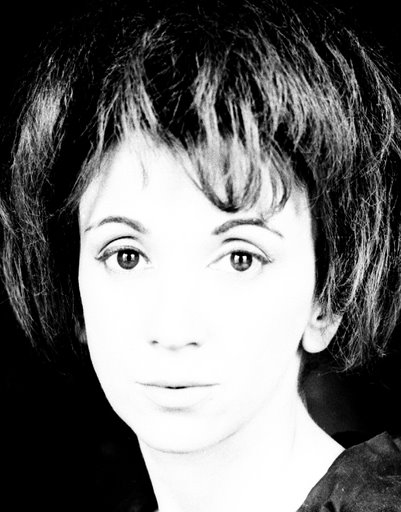
Judith Malina

Gegründet wurde das Living Theatre von der Schauspielerin Judith Malina und dem Maler und Poeten Julian Beck, die sich am New Yorker Dramatic Workshop von Erwin Piscator kennenlernten.
In den 1950er-Jahren war das Living Theatre die erste Theatergruppe, die europäische Autoren wie Bertolt Brecht, Jean Cocteau, T. S. Eliot oder Gertrude Stein in den Vereinigten Staaten zur Aufführung brachte. Anfänglich war das Living Theatre in kleinen Spielstätten präsent, die oftmals aus finanziellen Gründen oder wegen Problemen mit den Behörden schließen mussten. Das Living Theatre war auch an der Entstehung der Off-Broadway-Theaterszene beteiligt.
Das Stück The Brig, das die Verhältnisse in den Gefängnissen des US Marine Corps aus einem antiautoritären Blickwinkel betrachtet, führte 1963 abermals zur Schließung einer Spielstätte („Die Marines kritisiert man nicht.“ Judith Malina im Film Resist) sowie zur kurzzeitigen Festnahme von Julian Beck und Judith Malina wegen Steuerschulden, die zu bezahlen sie sich weigerten, weil sie damit nicht indirekt den Vietnamkrieg unterstützen wollten. Aufgrund des repressiven Klimas, das den Gegnerinnen und Gegnern des Vietnamkriegs Mitte der 1960er-Jahre in den Vereinigten Staaten entgegenschlug, entschloss man sich, als Gruppe nach Europa zu emigrieren.
In dieser Zeit wurde das Living Theatre weiter politisiert, was dazu führte, dass man sich immer mehr zu einer radikal pazifistischen sowie anarchistischen (Straßentheater-)Gruppe entwickelte. Projekte wie Antigone und Frankenstein nach Mary Shelleys Roman wurden kollektiv realisiert. Das bekannteste Stück aus dieser Schaffensphase ist Paradise Now, ein Improvisationsstück, in dem das Publikum aktiv miteinbezogen wird. 1965/66 arbeitete der italienische Komponist Luigi Nono bei der Realisierung seiner der vietnamesischen Befreiungsfront gewidmeten Komposition A floresta é jovem e cheia de vida (für Sopran, drei Rezitatoren, Klarinette, Kupferplatten und Zuspielband) mit den Mitgliedern des Living Theatre zusammen. 1968 kehrte das Living Theatre in die Vereinigten Staaten zurück, um mit Paradise Now auf Tour zu gehen.
1969 verließ ein Teil der Mitglieder die Gruppe. Judith Malina und Julian Beck tourten mit dem verbleibenden Teil des Living Theatre durch Brasilien, wo zu diesem Zeitpunkt eine brutale Militärdiktatur herrschte. Nachdem sie dort 1971 festgenommen wurde, kehrte die Gruppe nach ihrer Freilassung abermals nach New York zurück und gründete sich dort neu. Zu diesem Zeitpunkt verließ Joseph Chaikin das Living Theatre, um das Open Theatre zu gründen. Die Gruppe tourte weltweit, auch immer wieder in Deutschland, wo in Theaterfestivals etwa in dem Stück Sieben Meditationen zum politischen Sadomasochismus kritisch zu Folter und Haftbedingungen der RAF Stellung genommen wurde. Nachdem Beck 1985 an Krebs gestorben war, stand die Gruppe zunächst am Rand der Auflösung, doch dann wurde Hanon Reznikov neben Judith Malina zur zentralen Figur in der Gruppe.
Ende der Neunzigerjahre erhielten sie eine Art „Asyl“ in Rocchetta Ligure, einer Kleinstadt in der Provinz Alessandria in Italien, und gründeten das Centro Living Europa. Bis heute lebt und arbeitet dort das Living Theatre Europa als der „europäische Arm“ des Theaters. 2000 traten sie nach dem Rückzug der israelischen Armee im Libanon auf: für die jüdischen Mitglieder des Living wie z. B. Malina eine bestürzende Erfahrung. 2001 machte es in New York City durch Aktionen nach dem 11. September auf sich aufmerksam, die zwar zum Weltfrieden aufriefen, sich aber dennoch kritisch mit der US-amerikanischen (Außen-)Politik auseinandersetzten.
Bis heute tourt das Living Theatre durch die Welt, besuchte Deutschland zuletzt im Jahr 2008 und stellte dabei eine Neuinszenierung von The Brig in Berlin und Stuttgart vor. Wichtige Inhalte sind auch heute noch die Auseinandersetzung mit Krieg, Diskriminierung sowie Rassismus und Antisemitismus. Nach dem Tod von Reznikov am 3. Mai 2008 übernahm Malina bis zu ihrem Tod 2015 die alleinige Leitung der Gruppe, die in New York eine feste Spielstätte in der Clinton Street betreibt. Im Jahr 2017 schuf das Ensemble das Stück Electric Awakening, welches seine Premiere in São Paulo, Brasilien hatte und das 2019 auch in Mexico aufgeführt wurde.

## Auszeichnungen
Die Produktionen The Connection (1959: Jack Gelber für „Best New Play“, das Theater für „Best All-Around Production“, Warren Finnerty als „Best Actor“), The Brig (1963: Malina für „Best Direction“, Beck für „Best Design“, das Theater für „Best Production“), Antigone (1968, ohne Kategorien: Beck und Malina) und Frankenstein (1968, ohne Kategorien: das Theater) wurden jeweils mit einem Obie Award ausgezeichnet. 1996 erhielt das Living Theatre den War Resisters League Peace Award. Im Januar 2003 wurde Judith Malina für ihr Lebenswerk in die American Theater Hall of Fame aufgenommen.

## Werke
- Julian Beck und Judith Malina: Paradise Now. Pantheon, New York 1972
- Judith Malina: The Enormous Despair. Random House, New York 1972
- Aldo Rostagno, Judith Malina, Julian Beck: We, the Living Theatre. Ballantine Books, New York 1970

## Filmografie
- 1964: 'The Brig' von Jonas Mekas, Dokumentation des gleichnamigen Stückes.
- 1968: Candy
- 1969: Todeskampf (Agonia), Episode aus Liebe und Zorn (Amore e rabbia), Regie: Bernardo Bertolucci
- 2004: Resist! To Be with the Living, Regie: Dirk Szuszies